# أليخاندرا كوستاماجنا
أليخاندرا كوستاماجنا كريفيلي Alejandra Costamagna؛ (ولدت في 23 مارس 1970) كاتبة وصحفية تشييلية.

## السيرة الذاتية
ولدت أليخاندرا كوستاماجنا، لأبوين أرجنتينيين وصلوا إلى تشيلي في عام 1967 بعد فرارهم من ديكتاتورية خوان كارلوس أونغانيا، تذكر بأن أول بدايه لها في الكتابة كانت من خلال إدخالات دفتر اليومية التي بدأت تكتبها بشكل غير منتظم من سن 10 سنوات .
في مرحلة المراهقة بدأت تأخذ الكتابة على محمل الجد، بعد دخول مدرسة فرانسيسكو ميراندا عندما انتقلت إلى لا رينا. هناك، البروفيسور غيليرمو غوميز "أوصاها بقراءة نيرودا وميسترال وشكسبير وتشيكوف والجريمة والعقاب لدوستويفسكي.
في نهاية المدرسة الثانوية، درست أليخاندرا الصحافة في جامعة دييغو بورتاليس وحضرت ورشات غيليرمو بلانكو، وبيا باروس، وكارلوس سيردا، وأنطونيو سكارميتا. وحصلت لاحقا على درجة الماجستير في الأدب.
كانت محررة قسم الثقافة والترفيه في صحيفة لا ناسيون، وكونت ملحق الشباب لا اكس. عملت في قناة روك & بوب (إس)، في برامج جينت دي منت وبارك فورستال سين نوميرو، التي استضافتها. [4] [5] وقد درست أليخاندرا ورش عمل أدبية، كان معلق مسرحي للصحف والمجلات الوطنية، وعملت ككاتبة عمود ومؤرخ لمختلف المجلات.

## مسيرتها المهنية
نشرت كوستاماجنا روايتها الأولى، إن En voz baja؛فوز باجا، في عام 1996، وتبعتها بعد ذلك بعامين بكتاب Ciudadano en retiro. تلقى كلا العملين نقد إيجابي جدا من الكاتب روبرتو بولانو.وقال:
- هناك جيل من (النساء التشيلي) الكتاب الذين وعدوا بأخد كل شيء، هما اثنان لينا ميروين وأليخاندرا كوستاماجنا، تليها نونا فرنانديز وخمس أو ست شابات مزودات بجميع أدوات الأدب الجيد.

- روبرتو بولانو، فبراير / شباط 1999
في عام 2000 ظهر أول كتاب لها في القصص القصيرة، Malas noches؛مالاس نوشس.
وقد كتبت لمجلات مثل جاتوباردو، وقد ترجمت أعمالها إلى عدة لغات (الإيطالية والفرنسية والدانمركية والكورية) وتم تكريمها بعدة جوائز، منها ألتازور (2006) وآنا سيغرز-بريس (2008) لأفضل مؤلف في أمريكا اللاتينية لذلك العام.

## أعمالها

### كتب
- En voz baja, novel, [[LOM Ediciones], 1996
- Ciudadano en retiro, novel, [[Planeta Group|Planeta], 1998
- Malas noches, short stories, Planeta, 2000. Divided into three sections, containing 15 stories plus an explanatory note about the gestation of the texts:
  - "Veintiséis dientes": "Boca abierta", "Micro", "Buenaventura", "Sin voz", and "Veintiséis dientes"
  - "Noticias de Japón": "Grasa en la estación", "Violeta azulado", "Donde se congelaba la primavera", "Parcialmente nublado", "Noticias de Japón", and "Grito de Leningrado"
  - "En el parque": "Sólo un poco, en la mejilla", "Ellos", "Espejo", and "En el parque"
- Cansado ya del sol, novel, Planeta, 2002
- Últimos fuegos, short stories, Ediciones B. 2005. Containing 16 texts:
  - "Santa Fe", "Coronas vigilantes", "La invención del silencio", "Cuadrar las cosas", "Violeta azulado", "Bombero en las colinas", "El tono de un noble", "Domingos felices", "La epidemia de Traiguén", "La faena", "Noticias de Japón", "Champaña", "El olor de los claveles", "Chufa", "Cigarrillos, el diario, el pan", and "El último incendio"
- Dile que no estoy, novel, Planeta, 2007
- Naturalezas muertas, long story (as defined by the author);[3] Cuneta, 2010
- Animales domésticos, short stories, [[Mondadori], 2011. Containing 11 stories:
  - "Yo, Claudio", "Imposible salir de la Tierra", "A las cuatro, a las cinco, a las seis", "Daisy está contigo", "Hambre", "Patanjali", "Hombrecitos", "Pelos", "La epidemia de Traiguén", "El único orden posible, and "Nadie nunca se acostumbra"
- Cruce de peatones, chronicles, interviews, and profiles, selection by Julieta Marchant; Ediciones UDP (es), 2012
- Había una vez un pájaro, three short stories, Cuneta, 2013. Contains "Nadie nunca se acostumbra", the micro-tale "Agujas de reloj", the titular story, and a final explanatory note by the author, entitled "En voz baja"
- Imposible salir de la Tierra, ten short stories that date back to the years 2005–2015; six published in books and magazines, four unpublished.[4][5] Almadía (Mexico)/Estruendomudo (es) CL, 2016

### قصص قصيرة
- "Dedos para el piano", in Música ligera (Grijalbo, 1994)
- "Micro", in Salidas de madre (Planeta, 1996)
- "En el parque", in Voces de eros (Mondadori, 1997)
- "Espejo", in Relatos y resacas (Planeta, 1997)
- "Grito de Leningrado", in Cuentos extraviados (Alfaguara, 1997)
- "Los extranjeros", in Líneas aéreas (Lengua de Trapo, 1999)
- "Cucharitas", in Alucinaciones (Editorial Puerto de Escape, 2007)
- "Violeta azulado", in Maldito Amor (Alfaguara, 2008)

## جوائز
- 1994 منحة فوندارت لكتابة روايتها الأولى
- 1996 جائزة غابرييلا ميسترال للأعمال الأدبية ل إن بوز باجا
- ذكر الشرف لجائزة بلدية سانتياغو لعام 1997 مع إن فوز باجا
- التصفيات النهائية لجائزة ألتازور 2001 مع مالاس نوشس
- التصفيات النهائية لجائزة بلانيتا الأرجنتين 2002 مع كانزادو يا ديل سول
- التصفيات النهائية لجائزة ألتازور 2003 مع كانزادو يا ديل سول
- 2003 برنامج الكتابة الدولية المنح الدراسية من جامعة ولاية ايوا
- 2006 ألتازور أوارد
- 2007 جائزة دائرة نقاد الفن لدايل كيو لا استوي
- التصفيات النهائية لعام 2008 جائزة ألتازور مع دايل كيو لا استوي
- 2008 آنا سيغرز-بريس (الجائزة الأدبية الألمانية)
- 2009 جائزة أفضل الأعمال الأدبية في فئة العمل غير المنشورة من المجلس الوطني للكتاب والقراءة ل أنيماليس دومستيكوس
- التصفيات النهائية لجائزة ألتازور 2012 مع أنيماليس دومستيكوس